# Tickets (film)
Pour les articles homonymes, voir Ticket.
Pour plus de détails, voir Fiche technique et Distribution.
Tickets (en persan : بلیت ها, Belit hā) est un film dramatique italo-britannico-iranien écrit et réalisé par Ermanno Olmi, Ken Loach et Abbas Kiarostami, sorti en 2005.

## Synopsis
L'histoire se déroule dans un train traversant l'Italie pour aller à Rome. À bord, se trouve une famille de réfugiés albanais, un professeur qui rêve de parler à un amour perdu, trois écossais amateurs de football et une veuve dont le mari vient de décéder. Les échanges entre toutes ces personnes vont rendre le voyage moins long : où courtoisie, bonté, nationalisme et opportunités vont se mélanger.

## Fiche technique
- Titre : Tickets
- Titre original : Tickets
- Réalisation et scénario : Ermanno Olmi, Ken Loach et Abbas Kiarostami
- Production : Gianluca Chiaretti, Carlo Cresto-Dina, Babak Karimi, Rebecca O'Brien, Domenico Procacci et Paul Trijbits
- Composition : George Fenton
- Photographie : Mahmoud Kalari, Chris Menges et Fabio Olmi
- Format : couleur - Son : Dolby Digital
- Durée : 109 minutes
- Genre : Drame
- Date de sortie : 2005

## Distribution
- Carlo Delle Piane
- Valeria Bruni Tedeschi
- Silvana De Santis[1]
- Filippo Trojano
- Martin Compston
- Gary Maitland
- William Ruane
- Blerta Cahani
- Klajdi Qorraj
- Aishe Gjuriqi
- Sanije Dedja
- Kledi Salaj
- Edmond Budina
- Danilo Nigrelli
- Carolina Benvenga
- Barry Cameron
- Marta Mangiucca
- Irene Bufo
- Roberto Nobile
- Mauro Pirovano
- Eugenia Costantini
- Chiara Gensini
- Maria De Los Angeles Parrnello
- Viviana Strambelli
- Maurizio Tabani